# パーシー・ウォルシュ
パーシー・ウォルシュ（Percy Walsh、1888年4月24日 - 1952年1月19日）は、イギリスの俳優。

## 出演作品
- 黄金の龍 Golden Salamander (1950)
- 南極のスコット Scott of the Antarctic (1948)
- 吸血婦 This Was a Woman (1948)
- 暁の決闘 Meet Me at Dawn (1947)
- 大空に散る恋 I Live in Grosvenor Square (1945)
- オー, ミスター・ポーター! Oh, Mr. Porter! (1937)
- 間諜 Dark Journey (1937)
- 海国の誉れ Brown on Resolution (1935)
- 暗殺者の家 The Man Who Knew Too Much (1934) ※クレジットなし
- 武器なき戦ひ Jew Süss (1934) ※クレジットなし